# Reuben Archer Torrey
Reuben Archer Torrey, född 28 januari 1856 i Hoboken, New Jersey, död 26 oktober 1928 i North Carolina, var en amerikansk evangelist, pastor, teolog, folkbildare och författare. Han var i många år ledare för Moodys Bibelinstitut, och en av de tongivande figurerna inom Helgelserörelsen. Han var också en av de tre redaktörerna för "The Fundamentals", en bokserie på 12 volymer som gav namnet till vad som kom att kallas "fundamentalism".
Hans skrifter har översatts till många språk, även till de nordiska. Hans bok om den Helige Andes dop har varit viktig för pingströrelsen globalt. Torrey kan också ses som en av pingströrelsens förgrundsgestalter genom att han höll stora mycket effektiva väckelsemöten (bland annat tillsammans med D.L. Moody) som gav upphov till stora väckelser, inte minst böneväckelser, och vilka i sin tur inspirerade väckelsen i Wales, pingströrelsens agga.